# 卡洛斯·雷纳托·弗雷德里科
卡洛斯·雷纳托·弗雷德里科（葡萄牙語：Carlos Renato Frederico，1957年2月21日—）是一名巴西已退役的足球運動員，退役前司職进攻型中场。雷纳托曾效力于瓜拉尼足球俱乐部、聖保羅足球會等俱樂部。並且幫助所效力的球隊獲得過一次巴西足球甲級聯賽（1978 年）、两次巴西聖保羅州聯賽（1980 年、1981 年）和一次日本足球聯賽（1990 年）冠軍。